# Siège de Schenkenschanz
Batailles
- Chronologie de la guerre de Quatre-Vingts Ans
- Valenciennes
- Austruweel
- Rheindalen
- Heiligerlee
- Jemmingen
- Jodoigne
- Brielle
- 1er Flessingue
- Malines
- Goes
- Mons
- Haarlem
- 2e Flessingue
- Borsele
- Zuiderzee
- Alkmaar
- Leyde
- Reimerswaal
- Mook
- Lillo
- Zierikzee
- 1er Anvers
- 1er Bréda
- Gembloux
- Rijmenam
- 1er Deventer
- Maastricht
- 2e Bréda
- Açores
- 2e Anvers
- 3e Anvers
- Boksum
- Zutphen
- 1er Berg-op-Zoom
- Gravelines
- 3e Bréda
- 2e Deventer
- Groningue
- Huy
- 1er Groenlo1
- 2e Groenlo
- Turnhout
- Nieuport
- Ostende
- L'Écluse
- 3e Groenlo
- Saint-Vincent
- Gibraltar
- Saint-Vincent (1621)
- 2e Berg-op-Zoom
- 4e Bréda
- 4e Groenlo
- Matanzas
- Bois-le-Duc
- Abrolhos
- Slaak
- Maastricht
- 5e Bréda
- Cabañas
- Calloo
- Les Downs
- Saint-Vincent (1641)
- Hulst
- Cavite

Le siège de Schenkenschans en 1635-1636 est un siège de la guerre des Quatre-Vingts Ans ayant pour enjeu le fort de Schenkenschans dans le duché de Gueldre. Les forces néerlandaises conduites par le prince Frédéric-Henri parviennent à prendre la ville aux Espagnols le 29 avril 1636.

## Histoire
Le fort de Schenkenschans (en néerl. schans = fort et Schenken- = de Schenk) avait été édifié par le capitaine Maarten Schenk van Nydeggen (d'où son nom), et le capitaine général Robert Dudley, en 1584, sur un promontoire, à l'endroit où le Rhin et le Waal se séparent. Schenkenschans bénéficie d'un emplacement stratégique, et permet d'accéder aux villes de Gueldre.  Le fort a pour cela été surnommé «clé de la Hollande» et «Porte de la Hollande » et a reçu le nom de son constructeur. Via Schenkenschans, la route était dégagée vers les villes de Gueldre.

## Contexte
La République des Sept Provinces unies conclut une alliance avec la France le 8 février 1635. Celle-ci prévoit que si la population des Pays-Bas espagnols se révoltait contre ses occupants, la région serait placée sous le protectorat de la France et de la République. Si cette rébellion ne se produisait pas, alors les deux États devraient envahir les Pays-Bas espagnols et se les partager. Aucun soulèvement n'ayant eu lieu, l'offensive devait viser Bruxelles en passant par Tirlemont. En théorie, la chute de la ville devait conduire logiquement à la défaite espagnole. 
La France déclare la guerre à l'Empire espagnol et envoie aux Néerlandais de l'argent, avec lequel les Provinces-Unies recrutent des troupes, complétées par les armées françaises. Leurs forces jointes sont de 41 000 hommes. Un peu moins de la moitié, 20 000 hommes, était composée de troupes des Provinces-Unies. 
Tirlemont est conquise en juin 1635, mais brûle et devient inutilisable comme base logistique.  En outre, de nombreux soldats de l'armée française désertent car ils ne sont pas payés . Pour ces raisons, les plans sont modifiés, et il est prévu de conquérir Louvain avant de s'attaquer à Bruxelles. Cependant, la ville universitaire est fortement défendue par des soldats, des étudiants et des habitants de la ville, et le siège doit être levé. L'armée française est affaiblie, et une armée de secours espagnole doit arriver. Les troupes franco-néerlandaises s'installent à Ruremonde . 
Le général Ottavio (1599-1656), prince de Piccolomini, de l'armée impériale du Saint-Empire romain germanique, vient au secours de l'armée des Flandres avec une force de 15 000 Croates. Sous son commandement, l'arrière-garde de l'armée de Frederik Hendrik est vaincue près de Ruremonde. Lorsque le gouverneur et le cardinal-infant décident d'attaquer également la France en Picardie, Frederik Hendrik peut reprendre Fort Schenk, car les troupes de soutien du prince cardinal Matthias Gallas n'arrivent pas à temps.

## Eyndhouts conquiert Schenkenschans
Dans la nuit du 28 juillet 1635, l'armée espagnole composée d'un bataillon de cinq cents Allemands sous les ordres du colonel Adolf van Eyndhouts  de Gueldre, s'empare des Schenkenschans. Eyndhouts avait été envoyé au service du roi d'Espagne à la suite de l'exécution de son père. Il pensait se venger en prenant Schenkenschans pour le roi.
Eyndhouts monte à l'assaut après avoir appris que seuls 150 hommes se trouvaient en garnison. En outre, un navire de garde était parti le 27 juillet pour des raisons pécuniaires. Finalement, seuls une soixantaine de soldats étaient présents. 
Les soldats parviennent à passer la redoute par un gracht à sec, puis à pénétrer dans la forteresse en forçant des poteaux de bois pourris. D'autres soldats ont traversé la fausse braie et sont entrés dans la forteresse par l'autre côté. Le commandant Welderen résiste avec ses hommes, mais succombe sous le nombre. La forteresse tombe vers trois heures du matin. Presque toute la garnison est tuée, et la ville pillée. Eyndhouts est récompensé par une chaîne en or, la somme de 50 000 florins, et est également nommé gouverneur de Schenkenschans.
Frederik Hendrik est avec ses troupes près de Ruremonde lorsqu'il apprend la nouvelle de la prise de Schenkenschans. La Betuwe est alors vulnérable, il part immédiatement pour la forteresse. Il se rend vers la forteresse en passant par Nimègue et prend quelques redoutes le long du Rhin en route.

## Siège

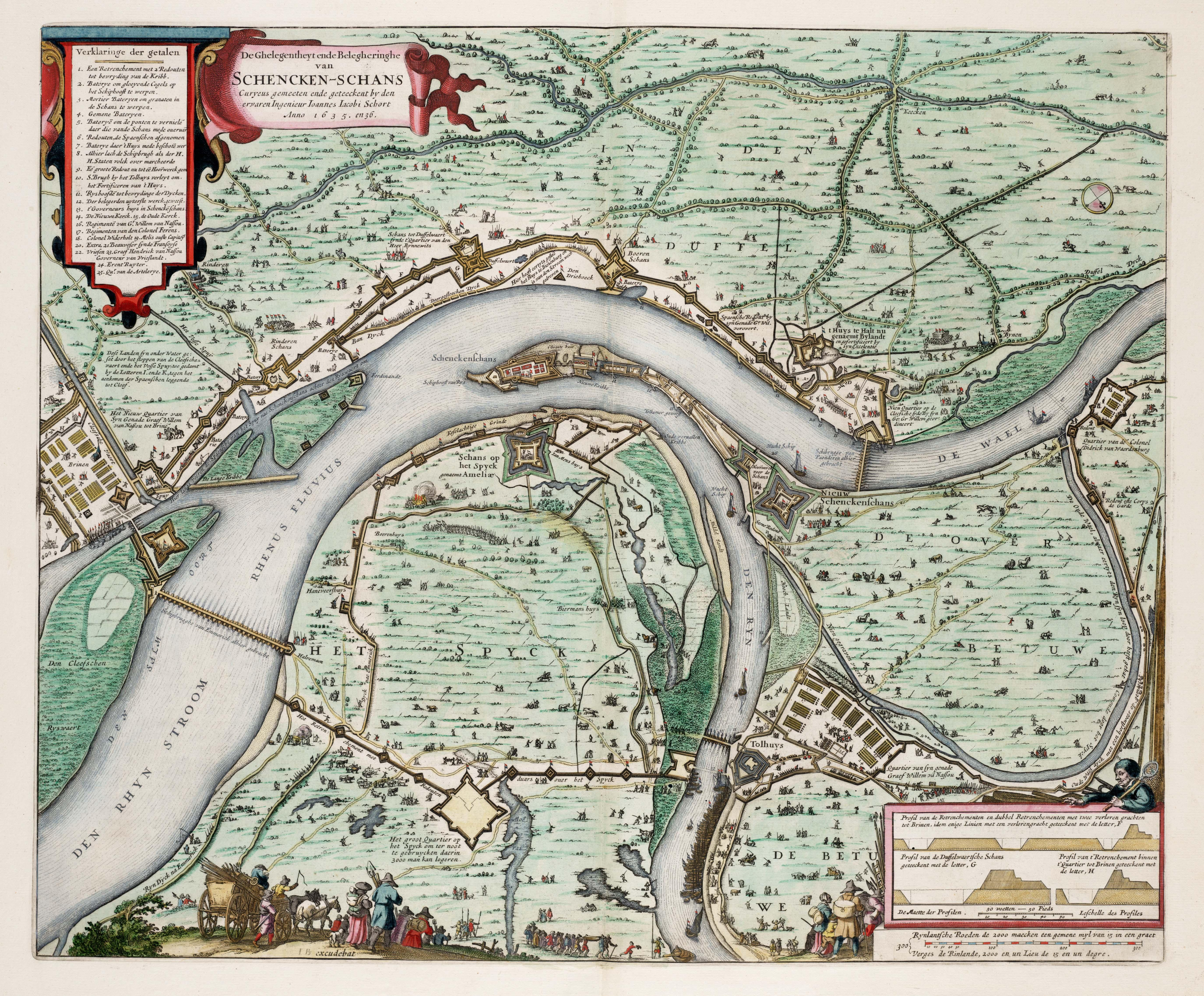
Carte d'ensemble, y compris la ligne de circumvallation construite.

Les cavaliers néerlandais campaient entre Rheinberg et Ruhrort et les fantassins à Pannerden. L'armée française était entre Rees et Emmerik. Antonius, Cardinal d'Autriche, et le prince Piccolomini prennent le château Byland (nl) afin d'aider à relever les assiégés. Frederik Hendrik fait immédiatement creuser des sapes d'approche. Les conditions météorologiques étant très défavorables, le siège a été considérablement retardé. Les sapes étaient pleines d'eau, et des maladies frappaient. Eyndhouts reçoit une balle dans le dos le 30 novembre et meurt le soir même.
Jean-Maurice de Nassau-Siegen est occupé par le siège lui-même, mais n'est pas en mesure de participer aux travaux de terrassement. Dès la fin de l'hiver, les travaux reprennent. Griethausen est prise ainsi qu’une petite écluse du canal de Clèves au Rhin. En face de l'écluse, un pont de navires est installé et permet de couper les voies d'approvisionnement de  Schenkenschans. Des tentatives espagnoles de briser la ligne de bateaux échouent.
Le cardinal-infant propose d'échanger Schenkenschans, Goch, Breda, Kleve, Gennep et une forte somme d’argent contre le Brésil néerlandais, Venlo, Maastricht et Rheinburg lors de pourparlers à Kranenburg. Les négociations cessent en mars sans résultat.
Les assiégés perdent tout espoir de secours. La faim et la maladie commencent à frapper. Piccolomini se rend avec les Impériaux à Juliers et à Aix-la-Chapelle et laisse quatre mille soldats à Schwanenburg, le château de Clèves. Guillaume de Nassau  prend immédiatement le château Byland, après le départ des Espagnols. Pendant ce temps, Frederik Hendrik a fait libérer les soldats épuisés de Bergen op Zoom, Bois-le-Duc et  Grave. À partir de ce moment, les alliés parviennent à s'emparer des défenses espagnoles. Frederik Hendrik propose une reddition dans des conditions favorables, celle-ci est acceptée et les Espagnols se rendent le 29 avril. 
Le commandant espagnol Gomare de Fourdin quitte la forteresse avec huit cents soldats en bonne santé et six cents soldats malades. Les assiégeants ont célébré un jour d'actions de grâce solennel et ont allumé des feux de joie.
Les États de Hollande ont décidé le vendredi 2 mai de célébrer la victoire dans l’ensemble des églises de la province. Ce dimanche-là, des feux de joie ont été allumés dans toute la province et toutes les cloches des églises ont sonné.

## Suite

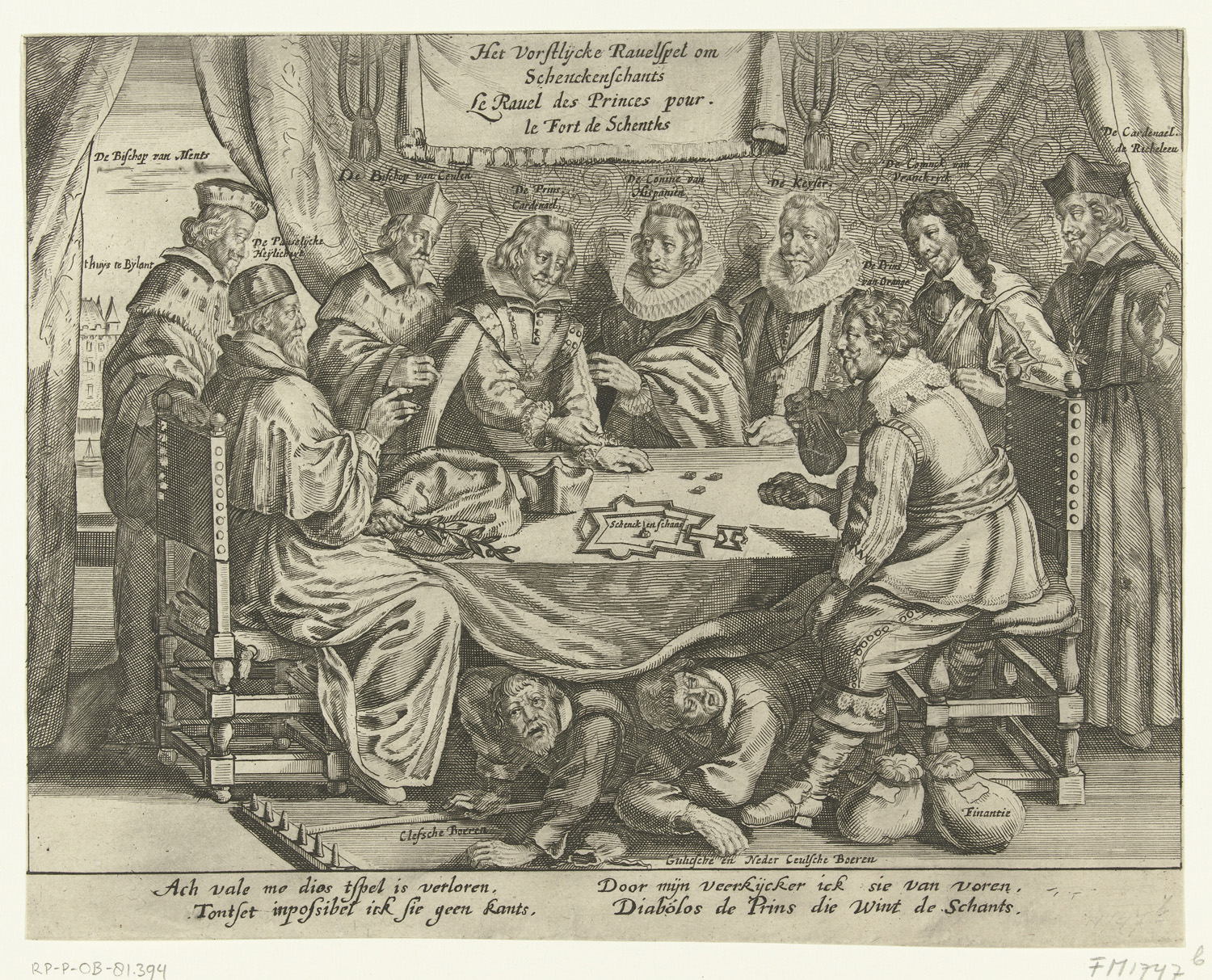
Caricature sur le siège de Schenkenschans dans les années 1635-1636. Collection: Rijksmuseum.

Après la capitulation, la forteresse resta aux mains des États jusqu’à la rampjaar, en 1672, lorsque Turenne la conquiert pour la France. L'importance militaire de Schenkenschans est dès lors diminuée. En 1816, la forteresse de Schenkenschans est démantelée et échangée contre un bout de terre avec la Prusse.